# Корнейчук, Константин Константинович
 Константин Константинович Корнейчук — советский военный деятель, генерал-майор, первый начальник Череповецкого военного училища связи.

## Биография

### Начальная биография
Константин Константинович Корнейчук родился 21 августа 1918 года в селе Братское Николаевской области Украинской народной республики.
В 1940 году окончил Киевское военное училище связи.

### В Великую Отечественную войну
В Великой Отечественной Войне  участвовал с 22 июня 1941 года, на различных должностях. Принимал участие в Сталинградской битве, прорыве Миус-фронта.
Войну окончил  начальником отдельного батальона связи в звании подполковника

### В послевоенные годы
В 1950 году – окончил Военную академию связи.
После окончания академии служил старшим офицером и заместителем начальника управления боевой подготовки в Центральном аппарате начальника войск связи Министерства обороны.
С 1957 по 1964 год -  начальник Череповецкого военного училища связи. Корнейчук стал первым руководителем в училище, сформированного в октябре 1957 года из Лепельского военного общевойскового училища. 
Под его руководством училище в короткий срок успешно прошло процесс формирования и становления, уже через полтора года стало полноценным средним военно-специальным учебным заведением Министерства обороны.
В 1961 и 1963 годах училище возглавляемое Корнейчуком занимало первое место среди военных училищ связи и военных училищ Ленинградского военного округа.
В 1961-м К.К. Корнейчука избрали делегатом 22 съезда КПСС от Вологодской партийной организации
С 1964 по 1971 г. служил в Центральном аппарате начальника войск связи в должности начальника управления боевой подготовки и военно-учебных заведений.
17 октября 1971 года  вышел в отставку.
Умер 16 ноября 2001 года в Москве.

## Воинские звания
- Генерал-майор (1959 г.)[6]

## Награды
- Орден Красного Знамени,  (1956)
- Два Ордена Отечественной войны I и II степени (1944,1985)
- Два Ордена Красной Звезды; (1951,1974)
- Медаль «За боевые заслуги» (1946)
- Медаль «За оборону Сталинграда» (1942)
- Медаль «За победу над Германией в Великой Отечественной войне 1941—1945 гг.» (1945);
- Юбилейная медаль "40 лет Вооруженных Сил СССР" (1958)
- Медаль "20 лет Победы в Великой Отечественной войне 1941-1945 гг." (1965),
- Юбилейная медаль "50 лет Вооруженных Сил СССР" (1967),
- Юбилейная медаль "60 лет Вооруженных Сил СССР" (1978),
- Медаль "Ветеран Вооруженных Сил СССР" (1978)
- Медаль «30 лет Халхин-Гольской Победы»
- Медаль «За укрепление дружбы по оружию» II степени - серебро
- звание «Почетный радист».